# Buszyno
Buszyno (deutsch Bussin) ist ein Dorf im  Powiat Koszaliński (Kösliner Kreis) der polnischen Woiwodschaft Westpommern. Es ist der Stadt- und Landgemeinde Polanów (Pollnow)  angegliedert.

## Geographische Lage
Buszyno liegt in Hinterpommern, etwa zehn Kilometer nördlich der Stadt Pollnow (Polanów) im Grabowtal auf einer Höhe von 40 Metern über NN.  Nachbardörfer  sind im Norden Krąg (Krangen), im Osten Podgóry (Wendisch Puddiger), im Süden Wielin (Vellin) und im Westen Komorowo (Kummerow).
Eine Stichstraße verbindet den Ort mit der Woiwodschaftsstraße 205 (Darłowo (Rügenwalde)–Sławno (Schlawe) – Bobolice (Bublitz)), und eine weitere Verbindungsstraße führt unmittelbar in den Ort Krąg (Krangen), mit dem das Dorf zwischen 1921 und 1945 die gemeinsame Bahnstation Krangen-Bussin hatte. Das Bahnhofsgebäude stand auf Bussiner Gemarkung an der Reichsbahnstrecke 111m Gramenz – Bublitz – Zollbrück.

## Ortsname
Der Ortsname erscheint noch in den Formen Borsin und Bursin. Die Namensdeutung ist ungewiss. Man nimmt eine slawische Herkunft an.

## Geschichte
Funde aus der Stein- und Bronzezeit weisen auf eine alte Besiedlung des Ortes hin. Zum ersten Mal erscheint der Name erst 1590 in einer Pfarrmatrikel. Das Dorf ist Podewilsches Lehen und war immer ein Bauerndorf.
Vor 1945 gehörte Bussin zum Amtsbezirk Krangen, Standesamtsbezirk Kummerow und Amtsgerichtsbereich Schlawe. Letzter deutscher Bürgermeister war Walter Radtke. Bussin lag damals im Landkreis Schlawe i. Pom., in unmittelbarer Nähe zum Landkreis Rummelsburg i. Pom., im Regierungsbezirk Köslin der preußischen Provinz Pommern. In die Gemeinde eingegliedert waren die Ortschaften Erlau (Rekówko), Fliensberg (Browo), Höfchen (Strodółka) und Sittes.
Rechtzeitig vor der Eroberung durch die Rote Armee brachten sich 1945 die Bewohner von Bussin im  bewaldeten östlichen Hügelzug in Sicherheit. Dort jedoch wurden sie am 5. März 1945 entdeckt und nach Pollnow getrieben. Unter der sowjetischen Besetzung wurde am 20. April 1945 mit der Demontage der Bahnstrecke begonnen, wofür die Zivilbevölkerung eingesetzt wurde. Die demontierten Bahngleise wurden in die Sowjetunion gebracht. 
Anfang 1946 übergab die Sowjetkommandantur Bussin der polnischen Verwaltung. Das deutsche Dorf Bussin wurde in Buszyno umbenannt. In der darauf folgenden Zeit wurden die Einwohner vertrieben und durch Polen ersetzt.
Das Dorf ist heute ein Ortsteil der Stadt- und Landgemeinde Polanów im Powiat Koszaliński der Woiwodschaft Westpommern (bis 1998 Woiwodschaft Köslin).

## Einwohnerzahlen
| Jahr | Anzahl | Anmerkungen                                |
| ---- | ------ | ------------------------------------------ |
| 1818 | 134    |                                            |
| 1871 | 484    |                                            |
| 1905 | 368    |                                            |
| 1925 | 352    | darunter 351 Evangelische und ein Katholik |
| 1933 | 334    | [ 2 ]                                      |
| 1939 | 332    | [ 2 ]                                      |

## Kirche
Die Einwohner von Bussin waren vor 1945 fast alle evangelischer Konfession. Bussin gehörte mit Hanshagen (Domachowo) zur Kirchengemeinde Krangen (Krąg), die mit der Kirchengemeinde Kummerow (Komorowo) (mit Drenzig (Drzeńsko), (Wendisch) Buckow (Bukowo) und Bosens (Bożenice)) und der Kirchengemeinde Zirchow (Sierakowo Sławieński) (mit Latzig (Laski)) ein eigenes Kirchspiel bildete. Pfarrsitz war Krangen. 
Das Kirchspiel gehörte zum Kirchenkreis Schlawe der evangelischen Kirche der Altpreußischen Union. Es zählte im Jahre 1940 insgesamt 2270 Gemeindemitglieder, von denen 860 auf die Kirchengemeinde Krangen entfielen. Letzter deutscher Geistlicher war Pfarrer Wilhelm Vedder.
Heute ist Buszyno überwiegend römisch-katholisch. Das Dorf gehört zur Filialgemeinde Krąg (Krangen) der Parochie Ostrowiec (Wusterwitz), in die auch die Kirchengemeinden Podgórki (Deutsch Puddiger) und Smardzewo (Schmarsow) eingegliedert sind. Sie gehört zum Dekanat Sławno (Schlawe) im Bistum Köslin-Kolberg der Katholischen Kirche in Polen.
Die wenigen evangelischen Einwohner werden vom Pfarramt Koszalin (Köslin) in der Diözese Pommern-Großpolen der Evangelisch-Augsburgischen Kirche in Polen betreut.

## Schule
Bis 1822 gingen die Kinder nach Krangen zur Schule. Erst dann wurde ein eigener Lehrer für Bussion bestellt, und nach 1832 erhielt das Dorf ein eigenes Schulgebäude, das 1945 vernichtet wurde. Letzter deutscher Lehrer war Otto Hasse.